# 恋する星座
- 真野が、12星座にちなみ1話完結全12話で1人12役を演じた。
- 5月2日 - 第1回から第4回までがBS-TBSで放送された[1]。
- 11月4日にDVDが発売されることが決定した。
- 12月6日にタワーレコードと新星堂でDVD発売イベントが開催[2]。

## 出演
- 主演:真野恵里菜

## 配信内容
- 1話5分

| 放送回 | 配信日  | タイトル                   | 脚本       | 監督       | 共演者                               |
| ------ | ------- | -------------------------- | ---------- | ---------- | ------------------------------------ |
| 第1回  | 4月6日  | 『星野早輝・牡羊座の恋』   | 青柳祐美子 | 井口昇     | 三浦圭祐、石山蓮華                   |
| 第2回  | 4月16日 | 『川嶋鈴・牡牛座の恋』     | 青柳祐美子 | 井口昇     | 中谷友保、稲川実花                   |
| 第3回  | 4月23日 | 『桜井陽菜子・双子座の恋』 | 青柳祐美子 | 井口昇     | 未来弥、稲川実花                     |
| 第4回  | 4月30日 | 『山下瞳・蟹座の恋』       | 青柳祐美子 | 堀江慶     | 八木俊彦、上田由宇                   |
| 第5回  | 5月7日  | 『大場陽妃・獅子座の恋』   | 青柳祐美子 | 堀江慶     | 上村祐翔、石山蓮華                   |
| 第6回  | 5月14日 | 『佐藤成美・乙女座の恋』   | 青柳祐美子 | 堀江慶     | 長尾卓也、稲川実花                   |
| 第7回  | 5月21日 | 『吉川ひかり・天秤座の恋』 | 青柳祐美子 | 落合崇     | 星名陽平、石山蓮華、川村武、古賀敦士 |
| 第8回  | 5月28日 | 『柏木あかり・蠍座の恋』   | 青柳祐美子 | 佐々木浩久 | 水元良、稲川実花                     |
| 第9回  | 6月4日  | 『近藤きらら・射手座の恋』 | 青柳祐美子 | 鈴木浩介   | 内山昂輝、永戸武士                   |
| 第10回 | 6月11日 | 『荒井砂月・山羊座の恋』   | 青柳祐美子 | 佐々木浩久 | 水田航生、石山蓮華                   |
| 第11回 | 6月18日 | 『南野月奈・水瓶座の恋』   | 青柳祐美子 | 鈴木浩介   | 藤井貴規、石山蓮華、野村涼乃         |
| 第12回 | 6月25日 | 『川崎蛍・魚座の恋』       | 青柳祐美子 | 佐々木浩久 | 染谷俊之、稲川実花、千葉茜           |

## ネットドラマ・バイブル
- 青柳祐美子著作「バイブル」（小学館）を元に、『恋する星座』を本編に主人公の前後の心情を描いたスピンオフ作品[3]。前後編12話（全24話）。

## 主題歌
- はじめての経験 真野恵里菜（2009年5月20日発売）